# 3-Metoxi-4-metilanfetamina
Metoximetilanfetamina‎ ou 3-metoxi-4-metilanfetamina (MMA) é uma droga empatógena e psicodélica das classes das fenetilaminas e anfetaminas substituídas. Foi sintetizada pela primeira vez em 1970 e detectada como droga recreativa nas ruas da Itália na mesma década. A MMA foi amplamente negligenciada até ser reavaliada por David E. Nichols em 1991, que avaliou a droga como um análogo não neurotóxico da MDMA.
Em estudos com roedores, o MMA substitui completamente a MDMA e MBDB, substitui parcialmente o LSD e não possui semelhanças com a anfetamina . Além disso, demonstrou inibir de forma potente a recaptação da serotonina e, ainda, não produziu neurotoxicidade serotonérgica em ratos. Os estudos realizado sugerem que a MMA atue como um agente de liberação de serotonina (SSRA) e agonista do receptor 5-HT2A.